# Barrocas
Barrocas é um município brasileiro do estado da Bahia. Localizado na Mesorregião do Nordeste Baiano e na Microrregião de Serrinha. Sua população é de 15.203 habitantes (IBGE 2022). Em Barrocas localiza-se a mina de ouro operada atualmente pela Mineração Fazenda Brasileiro, pertencente ao grupo canadense Yamana Gold Inc.
O município de Barrocas foi criado, em primeira oportunidade, pela Lei Estadual nº 4.444 de 9 de maio de 1985. No entanto, o município perdeu os seus direitos e deveres em 31 de dezembro de 1988, quando houve a anulação da criação do município, voltando a ser distrito de Serrinha.
Em segunda oportunidade, o município de Barrocas foi criado pela Lei Estadual nº 7.620, de 30 de março de 2000, sendo, juntamente com Luís Eduardo Magalhães, um dos municípios mais jovens do estado da Bahia.
Localiza-se a 185 km da Capital do Estado.

## Principais locais
- - Alambique
  - Alto Alegre
  - Boa União
  - Boi Preto
  - Cedro, Perímetro Urbano
  - Curralinho
  - Ipoeira
  - Ladeira
  - Lagoa da cruz
  - Lagedinho
  - Lagoa Redonda
  - Milho Verde
  - Minação
  - Nova Brasília
  - Rosário
  - Santa Rosa, Perímetro Urbano
  - São Miguel do Ouricuri
  - Terra Nova
  - Umbuzeiro
  - Velho Domingos